# Sti (auteur)
Pour les articles homonymes, voir Lefebvre et STI.
 (octobre 2018).
Sti, pseudonyme de Ronan Lefebvre, né le 26 avril 1974 à Lille (Hauts-de-France), est un dessinateur de bande dessinée, coloriste et scénariste français.

## Biographie
Ronan Lefebvre naît le 26 avril 1974 à Lille.
Après avoir obtenu son diplôme d'ingénieur en informatique, Ronan Lefebvre s'adonne à la bande dessinée. Il a le projet de faire interpréter sa vie par des lapins. En 2006, il rencontre des auteurs au salon de la BD à Lys-lez-Lannoy et commence un blog.
Ronan Lefebvre contacte des maisons d'éditions après avoir publié une cinquantaine de dessins sur son premier blog Cerveau bouillu, cerveau foutu. Les Éditions Paquet commandent un double album.
Publié sous le pseudonyme Sti, le tome 1 de la collection Les Rabbit, Carotte Power paraît le 22 février 2008. Sti participe à des dédicaces dans les festivals français de bande dessinée. Parallèlement, ces planches sont publiées dans Le Journal de Mickey,.
Sti se consacre à une nouvelle série de Pahé comme scénariste : Dipoula. Le tome 1 Mbolo est sorti le 26 novembre 2008 suivi du tome 2 de la série Les Rabbit, intitulé Le Coup du lapin, sort le 28 janvier 2009. Il crée une nouvelle série toujours en tant que scénariste Michel chien fidèle associé à Mic au dessin dont les trois premiers tomes sont édités par Paquet de 2009 à 2012 et le dernier tome est publié chez Kramiek en 2014.
En 2010, il démissionne de son emploi d'ingénieur en informatique dans une entreprise à Seclin pour se consacrer à la bande dessinée.
Il continue alors ses séries avec la suite de Les Rabbit (Tome 3 en janvier 2010) et de Michel chien fidèle et se lance dans des nouvelles : La Ferme ! en solo, aux éditions Paquet, ainsi que L'Île carrément perdue pour le Journal de Spirou, avec Luc Cromheecke au dessin et Les Zorgs de Barbarie pour Lanfeust Mag, avec Thomas Priou au dessin.
En novembre 2012, il publie La Fin du monde comme dessinateur et coloriste chez Paquet,.
Sti apporte aussi au journal Spirou les personnages de Spoirou et Fantasperge en 2014.
En 2018, il publie quelques gags de Gai-Luron dans Fluide glacial avec Amouriq. Et il enchaîne avec  le premier tome de la série Les Runners, qu'il publie comme scénariste chez Bamboo Édition, le 27 mars 2019. Chez le même éditeur, il sort le premier tome de la série Photo de famille (recomposée), le 13 janvier 2021 dessiné par Armelle Drouin et publie le second tome de la série cinq mois plus tard. Puis, le 25 mai 2022, il scénarise le deuxième tome de la série Les Profs refont l'histoire,.

## Publications
- Un papa est né, Collectif, Éditions Paquet, 06/2010

- La Ferme !, Éditions Paquet et Éditions Kramiek

1. Bio-divertissement, 03/2011
2. L'Humour est dans le pré, 10/2014

- La Fin du monde, avec Lapuss' (scénario), Éditions Paquet et Éditions Kramiek

1. Le Déluge, 11/2012

- Ze Jacky Touch, avec Pau (dessin), Paquet, coll. « Calandre »[17]

1. Plus bielle la vie, 06/2013
2. Quattro n'en faut, 08/2014

- Les Zorgs de Barbarie, avec Thomas Priou (dessin), Éditions Lapin, 04/2014

- Les Tuniques Bleues par..., Collectif, Éditions Dupuis, 10/2016

- Mes Premières fois, avec Juan (dessin), Bamboo Édition

1. Tome 1, 03/2017
2. Tome 2, 01/2018

- Relous vers le futur, avec Katia Even (dessin) et Hélène Lenoble (couleurs), Éditions du chat

1. Retour au crétincé, 06/2017

- Gaston par..., Collectif, Éditions Dupuis, 10/2017

- Marsupilami par..., Collectif, Éditions Dupuis, 11/2017

## Récompenses
- 2008 : 
  -  Prix du 1er album au Salon de la BD et du graphisme de Roubaix pour Les Rabbit T1[18]
  -  Prix « Jeune Talent » au Salon de la BD de Creil pour Les Rabbit T1[19]
  - Gang des talents 2009 pour  Dipoula T1
- 2009 : 
  -  Prix « BD Jeunesse » au Foire du livre de Saint-Louis pour Dipoula T1 - [20]
  -  Serpe d'Or Jeunesse au Salon de la BD de Faches-Thumesnil
- 2010 :  Prix Francomics au Salon international de la BD d'Erlangen (Allemagne)
- 2011 : 
  -  Nonosse d'or du jeune auteur au Salon de la BD de Montargis
  -  Prix Avenir au Salon de la BD Bulles en Nord de Lys-lez-Lannoy
- 2016 :  Prix Jeunesse au Salon de la BD de Montreuil-Bellay pour La Ferme T2[21]

#### Livres
- Philippe Mellot, Michel Denni, Laurent Turpin et Isabelle Morzadec, Trésors de la bande dessinée : BDM 2021-2022 - Catalogue encyclopédique & Argus, Paris, Les Arènes, novembre 2020, 1700 p. (ISBN 9791037502582), p. 429, 436, 729, 733, 985, 1015, 1215, 1327, 1332.

#### Articles
- Baptiste Gilleron, « Vue imprenable sur la Fin du monde », ActuaBD,‎ 20 décembre 2012 (lire en ligne, consulté le 18 juin 2022)
- Sti & Cromheecke (Charles-Louis Detournay), « Sti & Cromheecke :« Nous n’avons créé "L’Île carrément perdue" que pour faire rire. » », ActuaBD,‎ 12 juillet 2014 (lire en ligne, consulté le 17 juin 2022)
- Sti (Pierre Burssens), « Entretien avec Sti », Auracan,‎ 1er octobre 2014 (lire en ligne, consulté le 18 juin 2022)
- Patrice Gentilhomme, « Les Runners par Sti et Buche - Éditions Bamboo », ActuaBD,‎ 16 avril 2019 (lire en ligne, consulté le 17 juin 2022)
- Pierre Garrigues, « Photo de famille recomposée - Par Sti et Armelle - Bamboo », ActuaBD,‎ 19 décembre 2020 (lire en ligne, consulté le 17 juin 2022)
- Thelma Susbielle, « Les Profs refont l’histoire T. 2 - Sti & Pica - Bamboo », ActuaBD,‎ 17 juin 2022 (lire en ligne, consulté le 17 juin 2022)